# Pilar Manchón Portillo
Pilar Manchón Portillo (Sevilla, 1972) és una filòloga, empresària i informàtica espanyola. Va començar els seus estudis de Filologia Anglesa a la Universitat de Sevilla l'any 1997. Cursà el seu últim any a la Mercator Hogeschool (Bèlgica), como a becària Erasmus. Va obtenir la beca del Consell Britànic i La Caixa que li va permetre estudiar un màster en Ciència Cognitiva i Llenguatge a la Universitat d'Edimburg. Més endavant, va aconseguir una beca Fullbright que li va permetre formar part d'un programa d'investigació post doctoral en Lingüística Computacional de la Universitat Stanford. Durant aquest temps, va col·laborar com a membre internacional a l'empresa SRI International, al departament d'Intel·ligència Artificial i al grup Spoken Systems Group. Durant l'any 2000 es va unir a una startup de Boca Raton (Florida), on va ocupar els llocs de Lingüista Computacional Senior i Arquitecta Tecnològica.
Pilar és doctora en Lingüística Computacional, dintre de l'especialitat de sistemes de diàleg multimodals Intel·ligents. També es va formar en administració i gestió d'empreses al Sant Elm International Institute i la Sloan School of Management del MIT. Té un màster en Internalització de Negocis per l'EOI.
L'any 2005, Pilar va treballar conjuntament amb l'investigador Gabriel Amores, fundant una companyia a Sevilla: INDISYS (Intelligent Dialogue Systems), una empresa amb 20 empleats dedicada al desenvolupament d'agents virtuals Intel·ligents amb capacitats de conversació semblants a les humanes. Pilar va obtenir 5 milions d'euros en capital i subvencions que li van permetre desenvolupar i donar impuls al seu negoci i expandir-lo internacionalment a Xile, el Regne Unit, Itàlia, Argentina i Nova Zelanda. Va fundar un equip de professionals qualificats i va desenvolupar una cultura empresarial basada en el creixement personal i professional, en la confiança, el respecte i l'excel·lència. A més de tot això, va ser l'encarregada de dirigir i aplicar l'estratègia amb la qual Indisys es va convertir en líder de mercat a l'àmbit de les tecnologies d'interacció persona-ordinador. Indisys va obtenir un alt grau de reconeixement i una sòlida reputació, gràcies a la qualitat del seu servei i a les solucions que va posar a disposició dels usuaris. Les seves tecnologies i eines de processament del llenguatge natural i de gestió de diàleg han estat reconegudes amb premis a escala internacional. Quan es trobava en ple procés d'expansió internacional, Indisys es va convertir en la primera empresa espanyola que va ser adquirida pel gegant Intel.
Pilar va ocupar el lloc de Directora General del departament de Veu i Assistència Digital del Client Computing Group d'Intel. L'any 2016, es va incorporar a Amazon, una de les empreses líders del comerç mundial, on ocupa el càrrec de directora d'interfases cognitives. Compagina la seva carrera professional amb l'activitat d'oradora motivacional. Parla, a més, anglès, italià, neerlandès i una mica d'alemany.